# Burg Ehrenfels (Sils)
Die Burg Ehrenfels ist eine Höhenburg bei Sils im Domleschg im Bezirk Hinterrhein in der Schweiz. Sie steht südlich oberhalb des Dorfes in einem steil abfallenden Waldstück auf einem zweistufigen Felskopf am Weg zur Burg Hohenrätien.

## Lage
Ein vierstöckiger Bergfried auf der höchsten Stelle bildet das Zentrum der Anlage. Ursprünglich führte dort ein Hocheingang auf der Nordseite in das zweite Stockwerk, später wurde der Zugang in den Hof auf der Talseite verlegt. Der südliche zweite Eingang wurde in den 1960er-Jahren erstellt. Die Anlage war von einem teils doppelten Bering umgeben. Die ursprüngliche Umgebung wurde durch Einebnungen während der Wiederinstandstellung in den 1930er Jahren stark verfälscht.

## Geschichte
Über die Geschichte der Burg und ihre Bauherren gibt es nur wenig Überliefertes. Der Turm stammt vermutlich aus der ersten Hälfte des 13. Jahrhunderts, die anderen Bauten sind jünger. Der Bering entstand vermutlich im 14. Jahrhundert, der Palas aus dem 16. Jahrhundert.
Im Jahr 1257 werden die Herren von Ehrenfels ein einziges Mal mit dem Namen urkundlich erwähnt: In einem in Reichenau datierten Kaufvertrag zwischen dem Freiherrn Albrecht von Sax und der Abtei Pfäfers tritt ein „C. de Herinvels“ als Zeuge auf. Die späteren Mitglieder der von Ehrenfels gehörten zu den Herren von Schauenstein: In einer Urkunde aus Disentis werden am 21. November 1320 Burchardus et Gotfridus milites, necnon Burchardus et Rudolfus de Herenfels accaeteri (und die anderen) de Schauenstein genannt. Die Burg selber wird nur im Domleschger Bundesbrief von 1423 ein Mal genannt: Junker Hermann von Ehrenfels hatte demnach dem Bund mit siner vesty Erenfels dem Bund zu dienen.
Gegen Ende des 15. Jahrhunderts soll die Burg in den Besitz des Klosters Cazis gekommen sein, wurde offenbar weiterhin von Rudolf und Kaspar von Ehrenfels-Schauenstein bewohnt. Rudolf war Oberst eines Regiments, Vogt zu Fürstenau, sein Bruder Kaspar besass Schloss Untertagstein in Masein und erwarb 1608 Schloss Haldenstein.
Bald nach 1600 wurde die Burg Ehrenfels aufgegeben und begann zu zerfallen. Der letzte männliche Vertreter der Familie von Ehrenfels-Schauenstein, Thomas Franz von Ehrenfels-Schauenstein, Oberst eines Regiments im Dienst Kaiser Karls Vl., starb 1742. Sein Erbe und Titel gingen an den Sohn seiner Schwester, Johann Anton von Buol, Herr von Schloss Untertagstein. 1740 beschreibt Nicolin Sererhard die Burg als Ruine.
In der Folge wurde die Ruine zeitweise als Steinbruch genutzt. Der Bergfried stand fast noch in seiner ursprünglichen Höhe, der Wohntrakt war hingegen bis auf wenige Mauerreste vollständig abgetragen. Die Idee, die Steine der Burg für den Bau der Rhätischen Bahn zu verwenden, scheiterte daran, dass das Ausbrechen der Steine teurer kam, als sie in einem Steinbruch zu holen.
1933 erwarb der Schweizerische Burgenverein die stark überwachsene Burg. Dessen erster Präsident, der umstrittene Architekt Eugen Probst (1873–1970), beabsichtigte, die Burg im Rahmen eines Beschäftigungsprogrammes für jugendliche Arbeitslose als Jugendburg nach deutschem Vorbild wieder aufzubauen. Ende Juli 1933 begannen 25 Jugendliche, das Unterholz der stark eingewachsenen Ruine abzuholzen, Bäume zu fällen und die Anlage auszugraben. Auch der Turm wurde befestigt. Nach einem Unterbruch aus finanziellen Gründen wurden die Arbeiten 1936 fortgesetzt und in den folgenden Jahren fertiggestellt. Da die Wiederherstellungsarbeiten ohne archäologisch-wissenschaftliche Begleitung erfolgten, fehlt eine Dokumentation über den originalen Befund; Beschreibungen stützen sich daher auf die knappe Dokumentation von Erwin Poeschel.
Im Jahr 1953 wurde die Burg vom Verein für Jugendherbergen (SJH) erworben und gehört heute der Schweizerischen Stiftung für Sozialtourismus, Zürich. Seither wird Ehrenfels als Jugendherberge genutzt, steht allerdings nur noch Gruppen zur Verfügung.

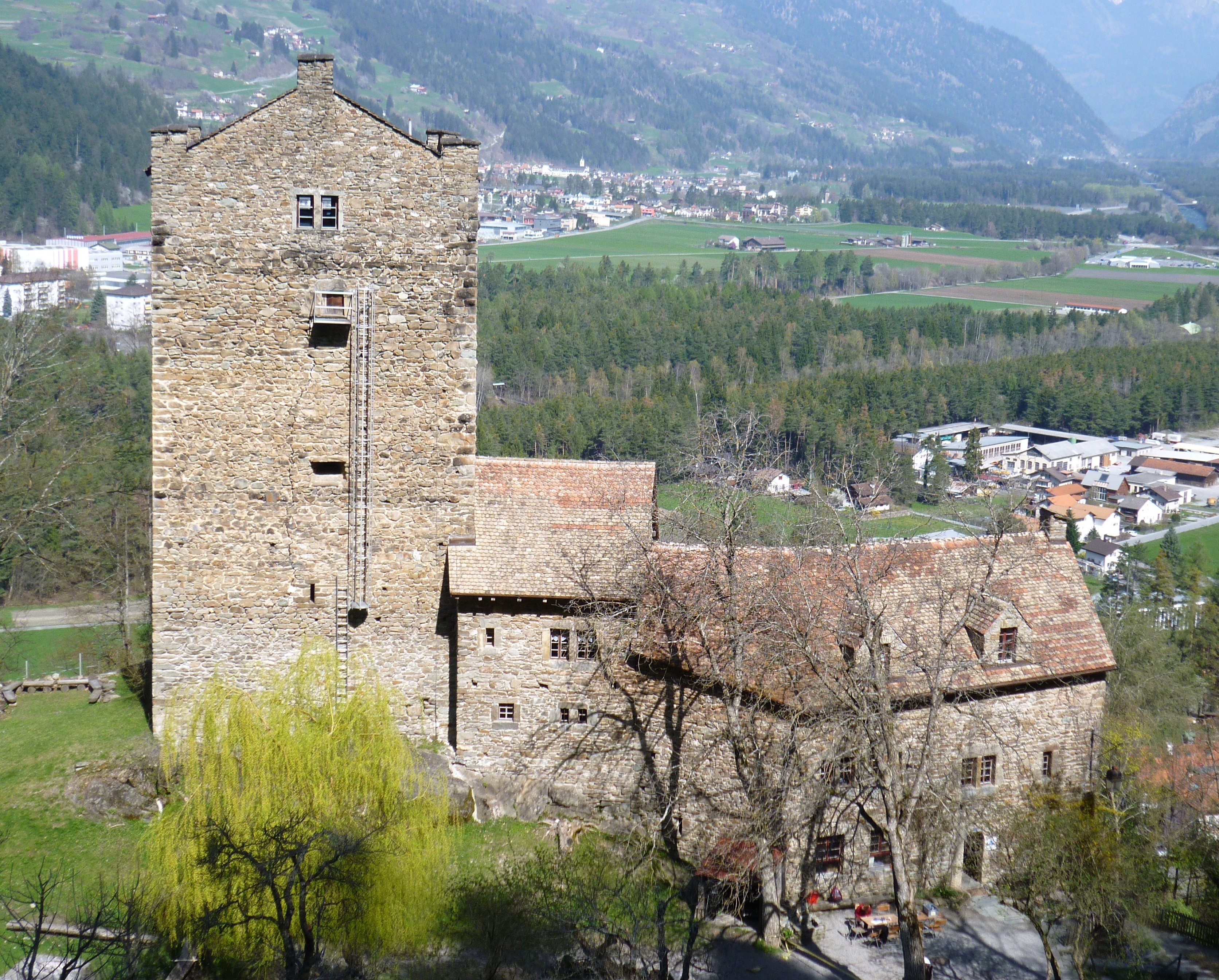
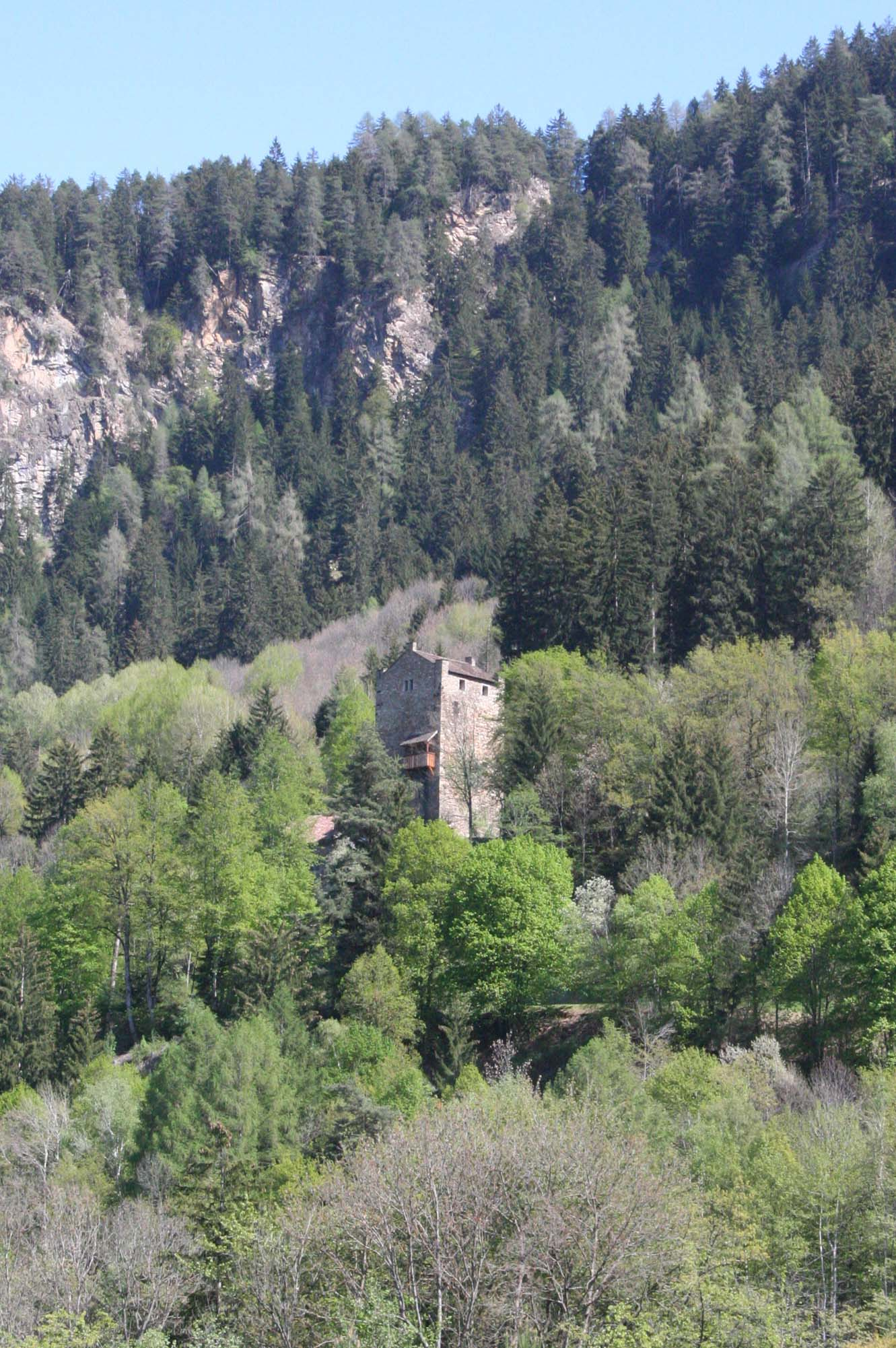
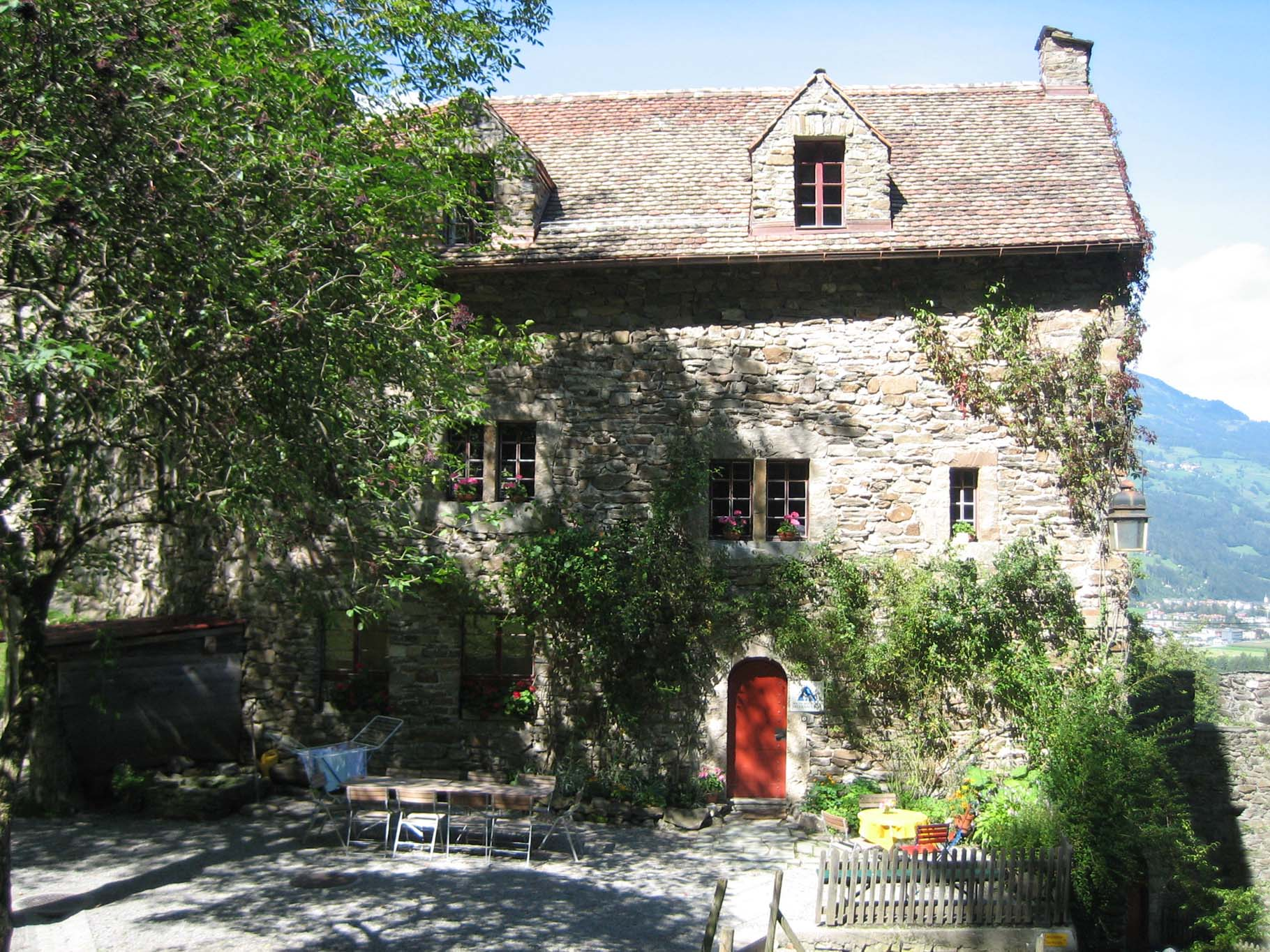
Eingangspartie
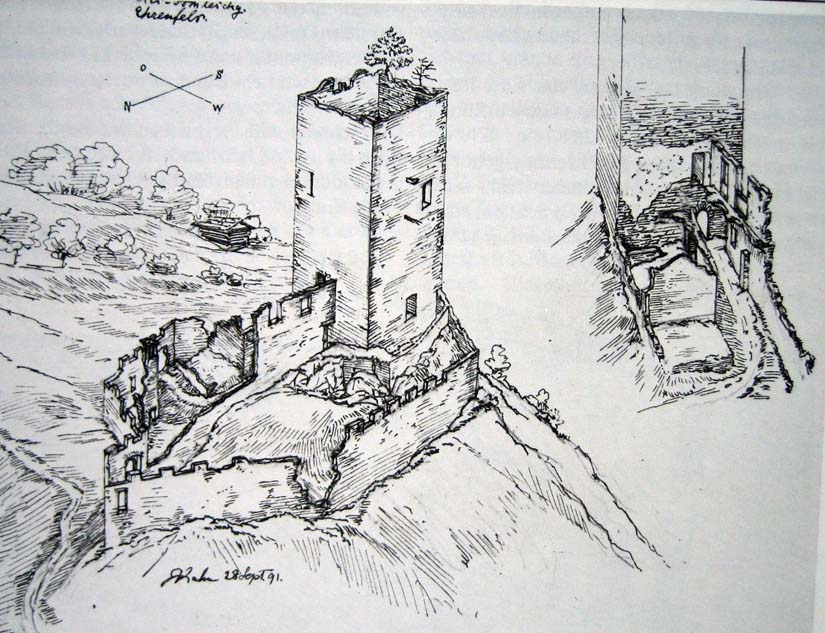
Ehrenfels 1891; Zeichnung von Johann Rudolf Rahn